# Панорама битвы при Ватерлоо
Панорама битвы при Ватерлоо — неоклассическое здание, расположенное на территории бельгийской коммуны Брен-л’Алле, в котором находится гигантская панорамная картина битвы при Ватерлоо.
Это одно из самых важных свидетельств феномена панорамы, которые появились в конце XVIII века и зарекомендовали себя как первые представители современных медиа.

## Расположение
Панорама битвы при Ватерлоо расположена на территории бельгийской коммуны Брен-л’Алле, в провинции Валлонский Брабант.
Она находится рядом с Насыпью льва, к северу от неё.

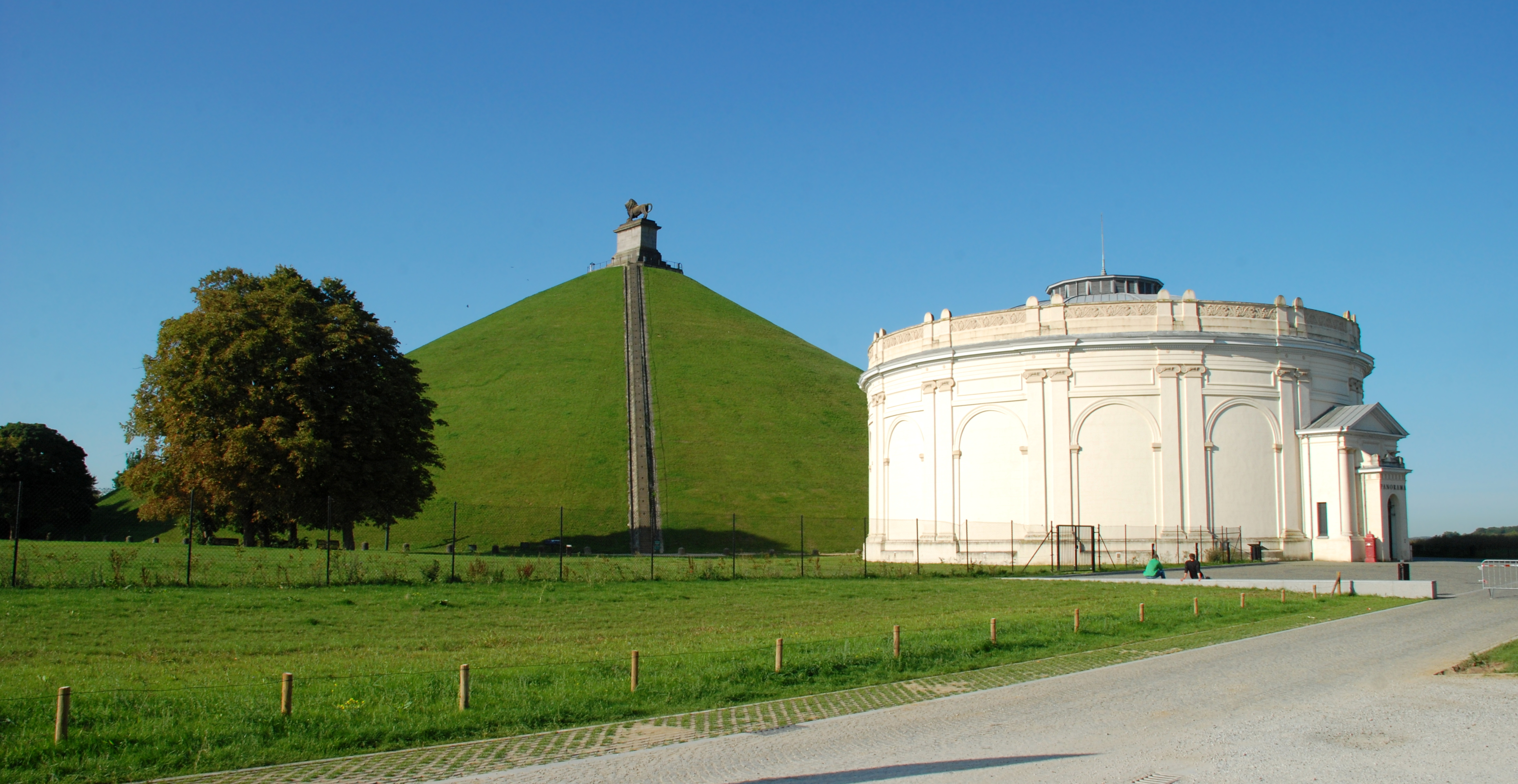
Насыпь льва и ротонда панорамы битвы при Ватерлоо

## История

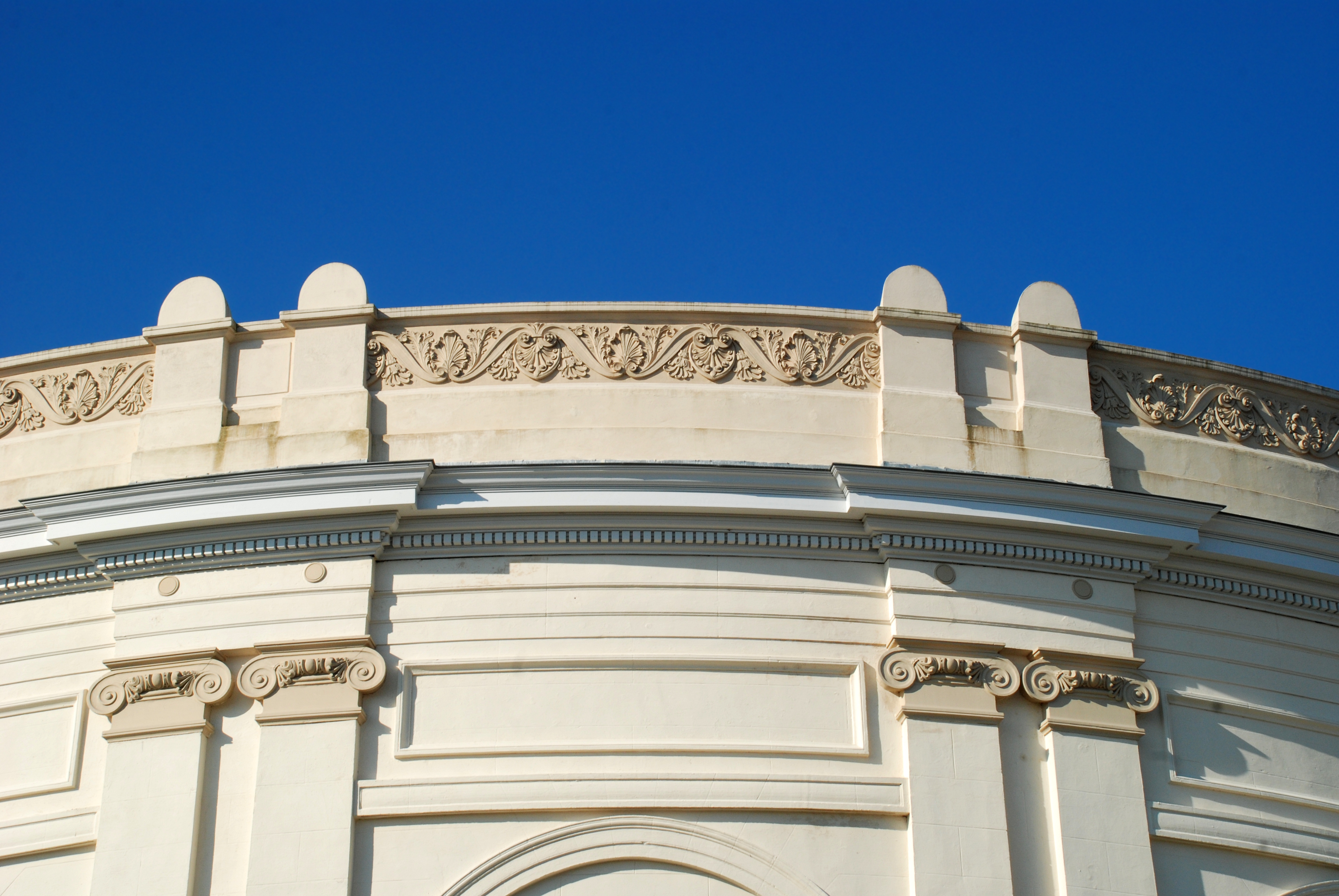
Ионические капители, пинакли и фриз из пальмовых листьев

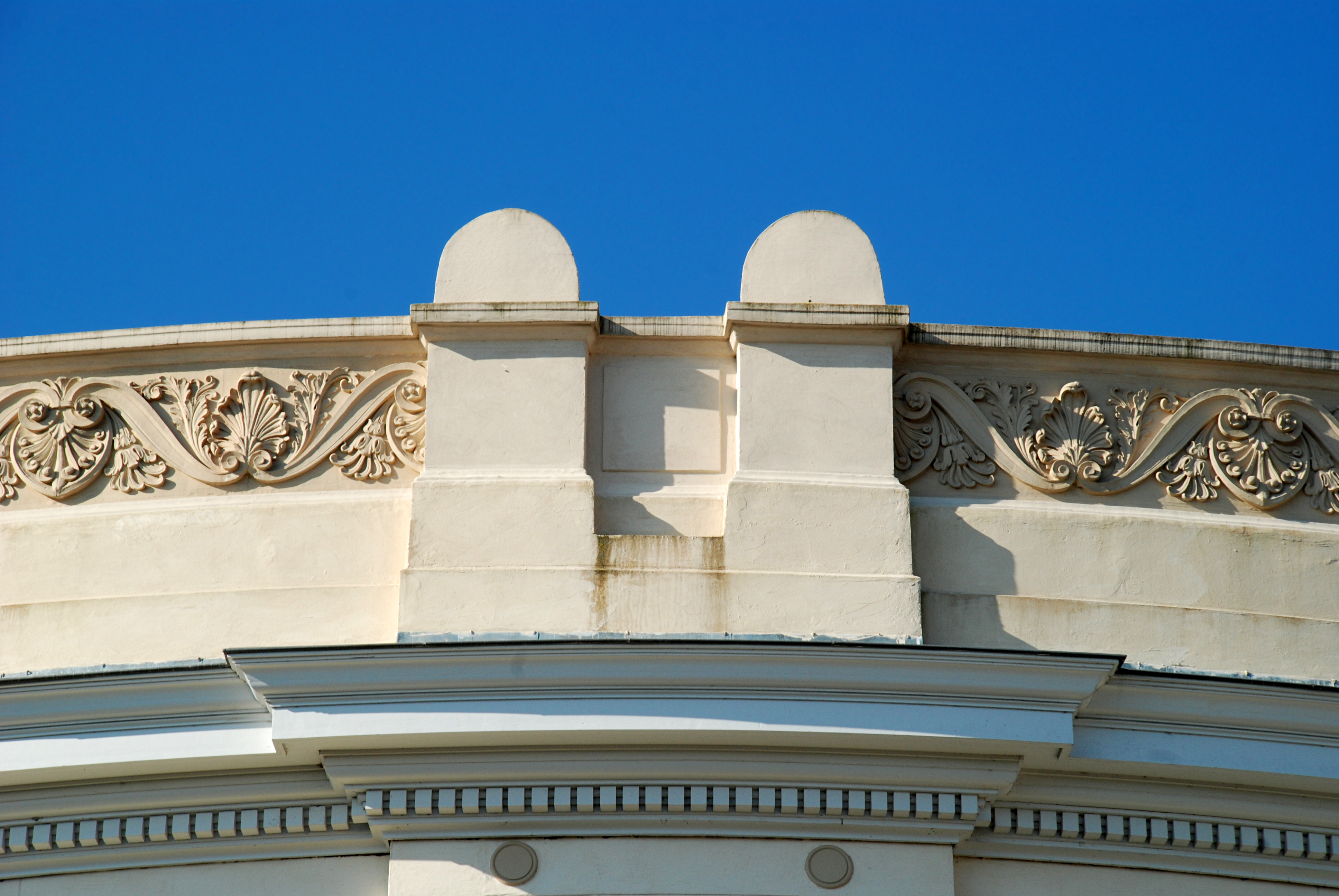
Пинакли

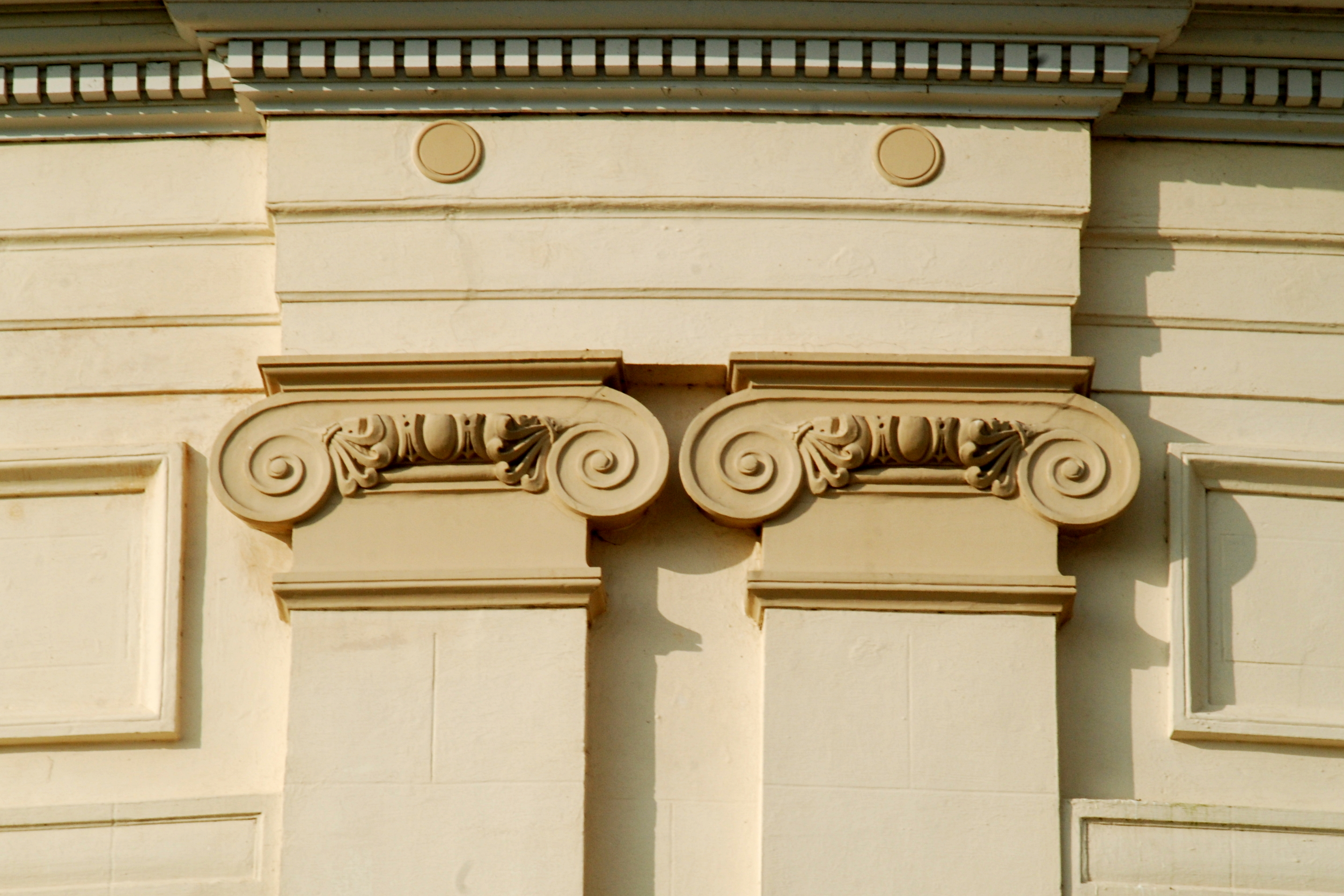
Ионические колонны

Ротонда была спроектирована архитектором Францем Ван Офемом в 1911 году.
Монументальный холст, составляющий панораму битвы, был написан французским художником Луи-Жюлем Дюмуленом в 1912 году для празднования первого столетия битвы.
Фасады и крыша здания, а также панорамная живопись были классифицированы как исторические памятники 24 февраля 1998 года.
Здание также было классифицировано как исключительное наследие Валлонии с 27 мая 2009 года.
8 апреля 2008 года панорама битвы при Ватерлоо была предложена отделом наследия Валлонского региона Бельгии для внесения в список всемирного наследия ЮНЕСКО в категории культурного наследия.
С 2015 года панорама стала частью Мемориала Ватерлоо 1815 года, который также включает в себя Насыпь льва, мемориальный музей и шато Угумон.

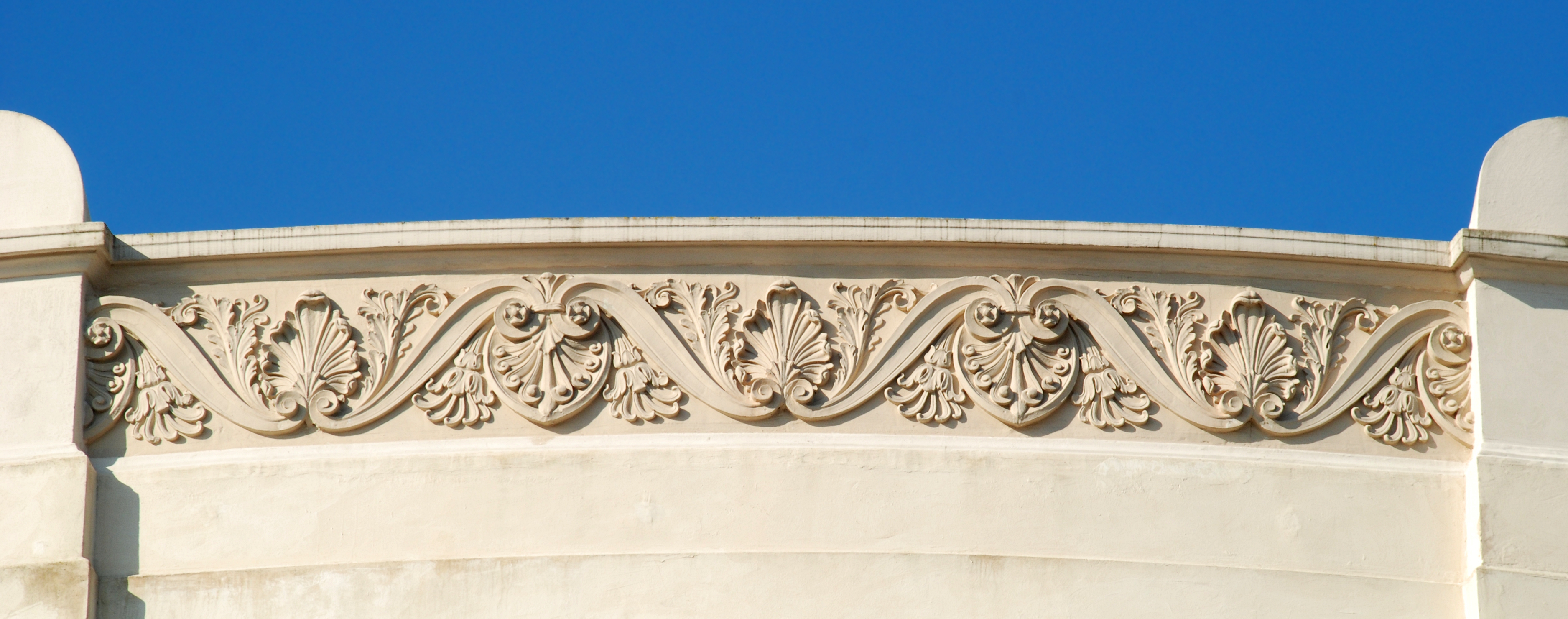
Ротонду венчает фриз из пальмовых листьев

## Архитектура
Белое окрашенное здание с наружным диаметром 35 метров и высотой 15 метров представляет собой очень чистый образец неоклассического стиля.

### Ротонда
Здание состоит из ротонды с аркадой из череды утопленных глухих арок, разделённых высокими ионическими пилястрами с ионическими капителями, сгруппированными попарно, которые поддерживают антаблемент, украшенный фризом из дентикул.
Пространство между капителями занято большими прямоугольными картушами.
Ротонду венчает фриз из пальмовых листьев, прерываемый вертикально идущими от пилястр полукруглыми пинаклями.

### Крыльцо
Вход в здание осуществляется через неоклассическое крыльцо, состоящее из двух пар тосканских колонн, поддерживающих антаблемент, увенчанный фризом из дентикул и треугольным фронтоном.
Самому крыльцу предшествует прямоугольная передняя часть, в которой расположена дверь с полукруглой вершиной, увенчанная антаблементом, украшенным триглифами и фризом из дентикул.

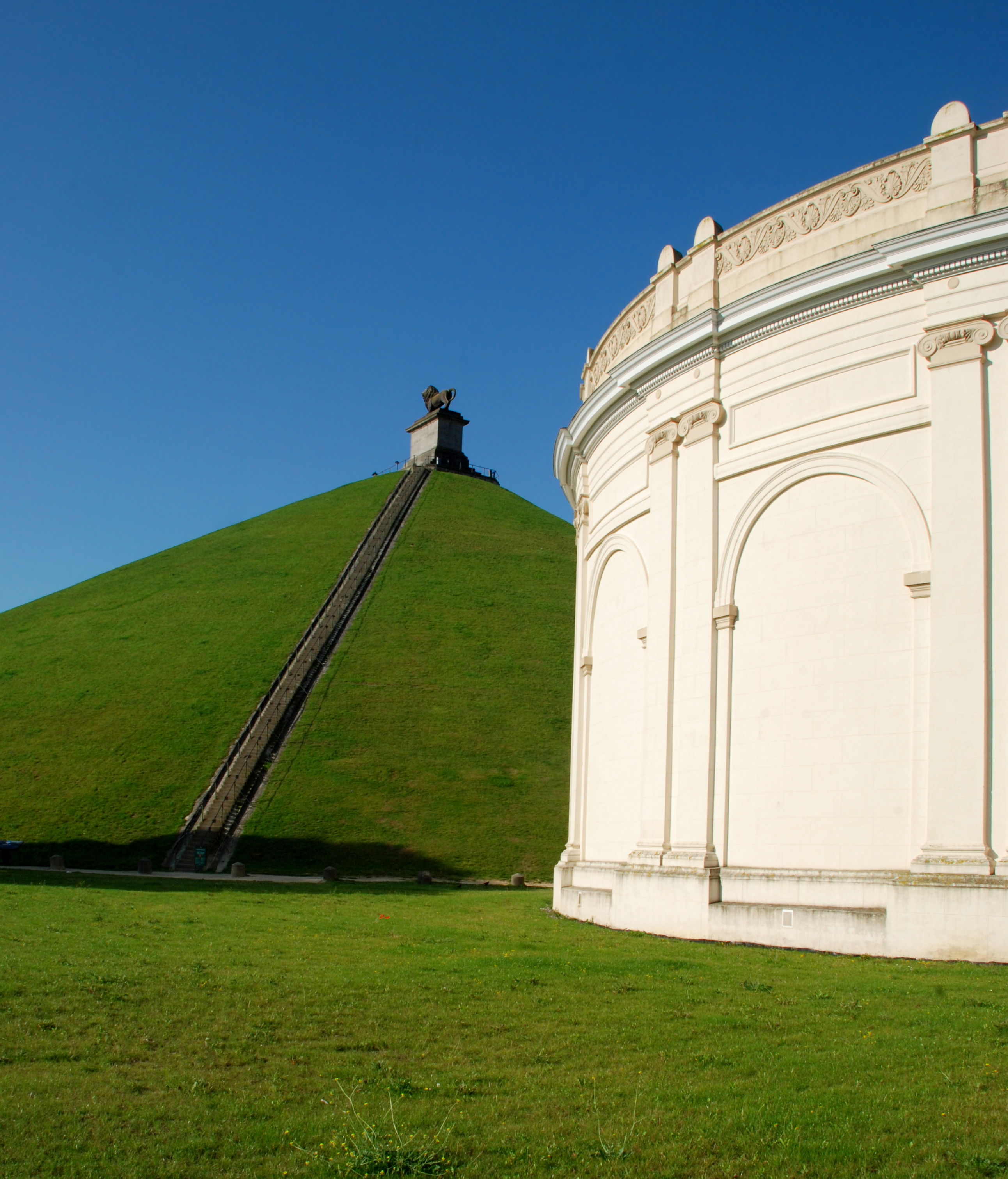
Панорама и Насыпь льва
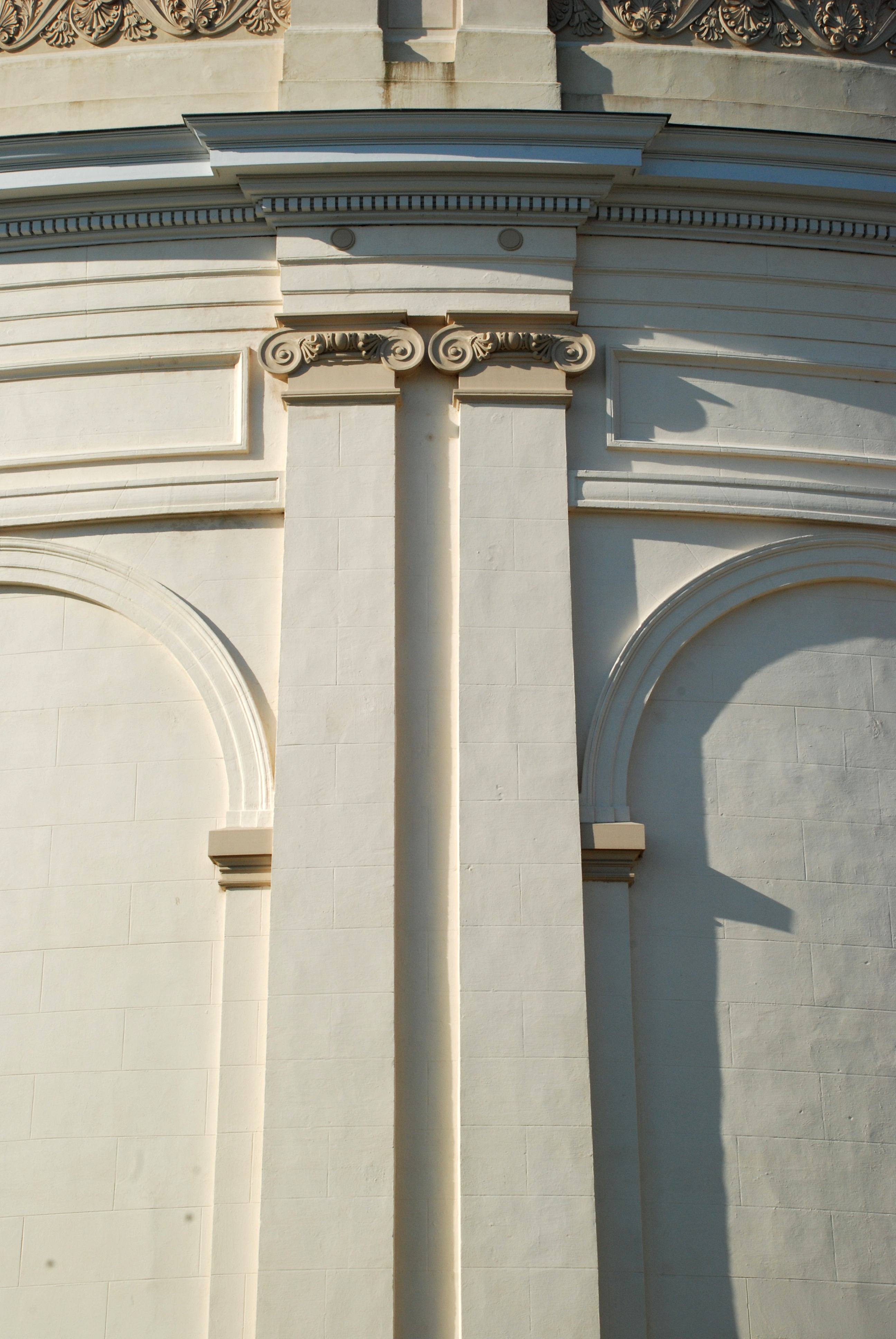
Ионические пилястры
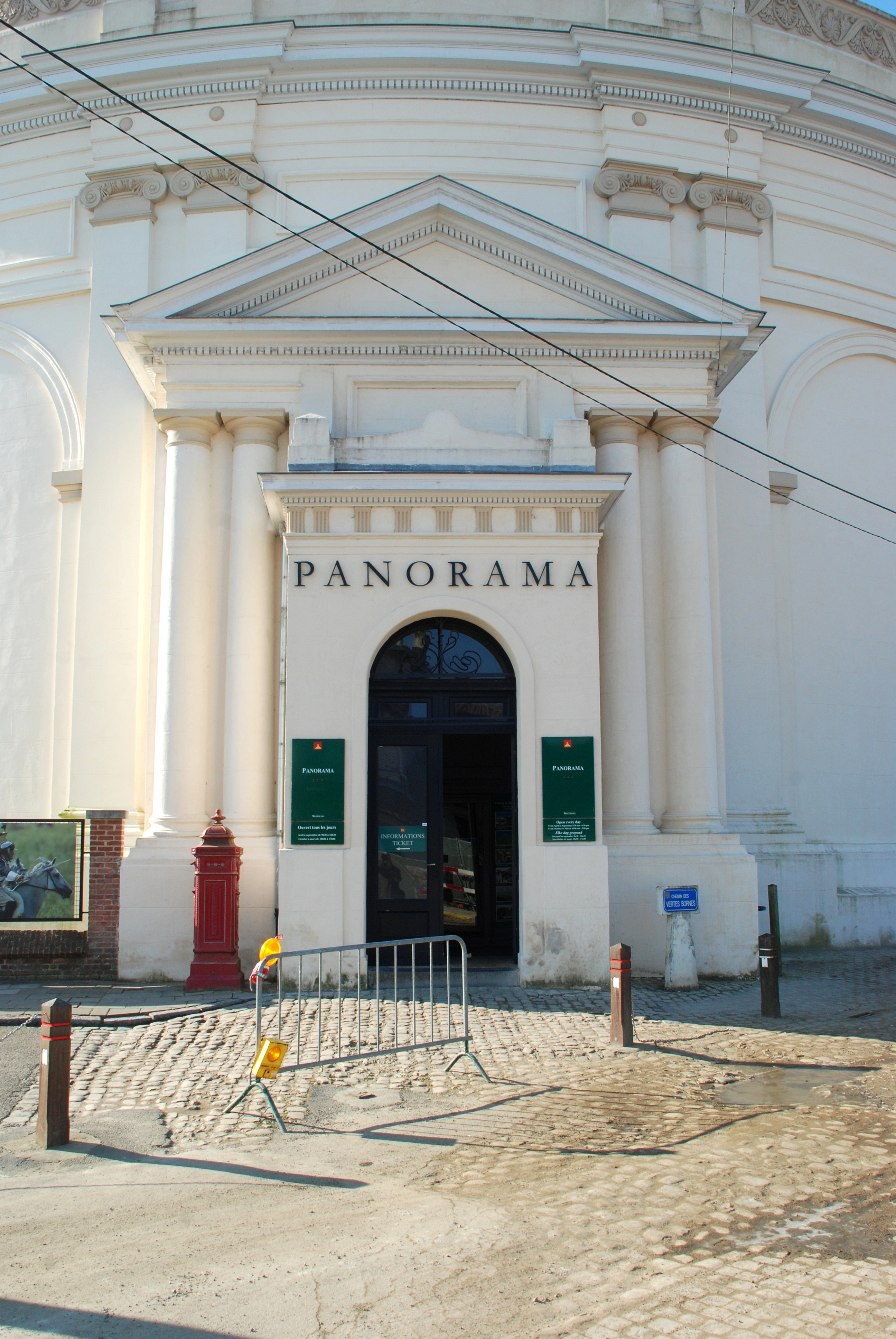
Крыльцо

## Интерьер
Внутри ротонды находится сама панорама, представляющая собой огромную цилиндрическую картину, охватывающую стены ротонды, которую зритель видит с платформы, возведённой в центре здания. Она сшита из 14 отдельных фрагментов. Освещается при помощи кольцевидного остекления по краю конической крыши. Платформа диаметром 9 метров расположена в 5 метрах от земли, что помещает глаз зрителя на высоту линии горизонта.
Внизу круглого холста 12 метров высотой и 110 метров длиной, созданного французским художником Луи-Жюлем Дюмуленом, находится макет рельефа, который скрывает его нижний край и усиливает эффект иллюзии. Земля, покрытая песком и высушенной растительностью, украшена моделями предметов (ограждениями, пушками, плугами), а также солдатами и лошадьми, изготовленными из папье-маше.
На панораме изображена одна из главных атак французской кавалерии во главе с маршалом Мишелем Неем на порядки коалиционных войск.

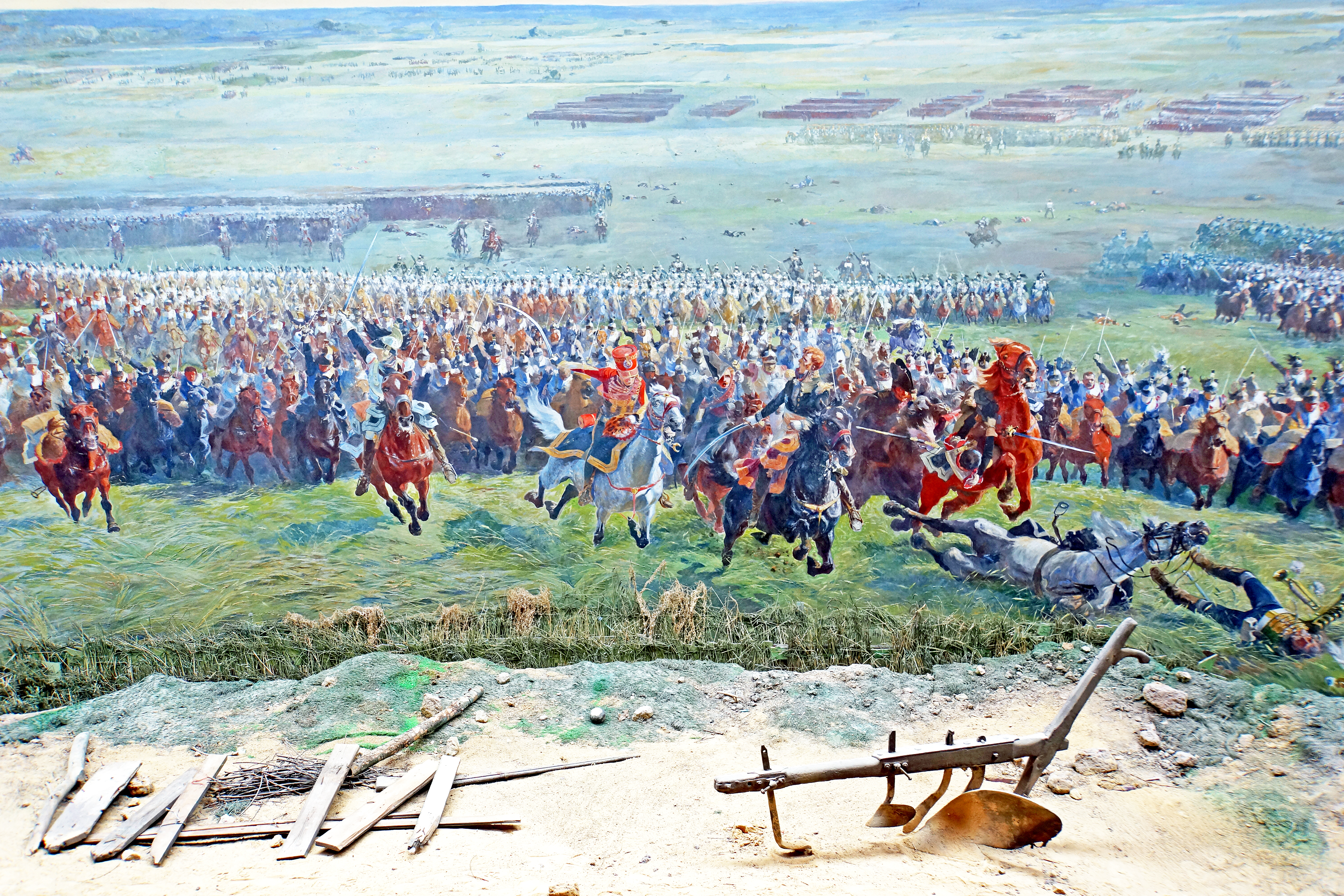
Атака французской кавалерии во главе с маршалом Неем
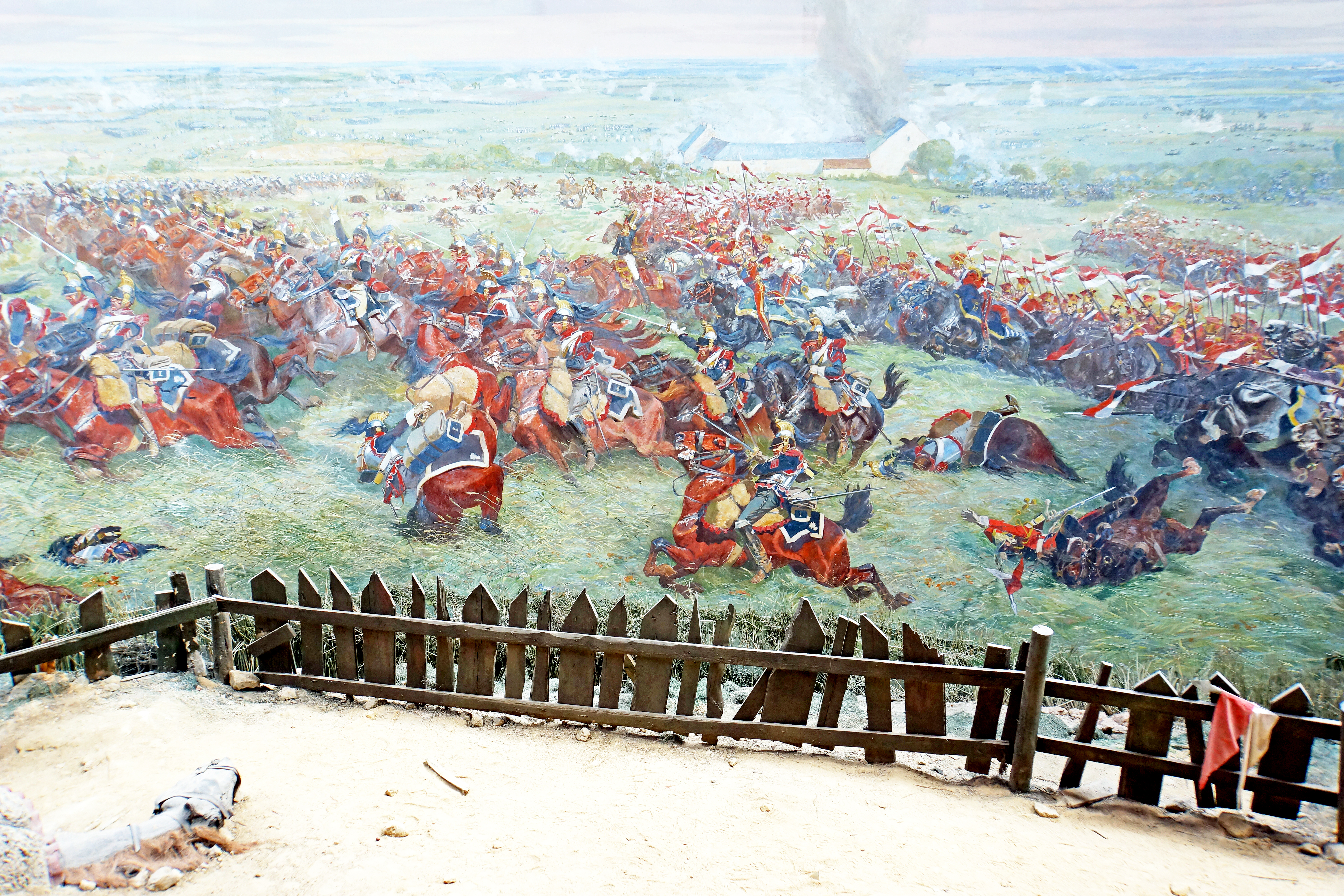
Ферма Ла-Э-Сент
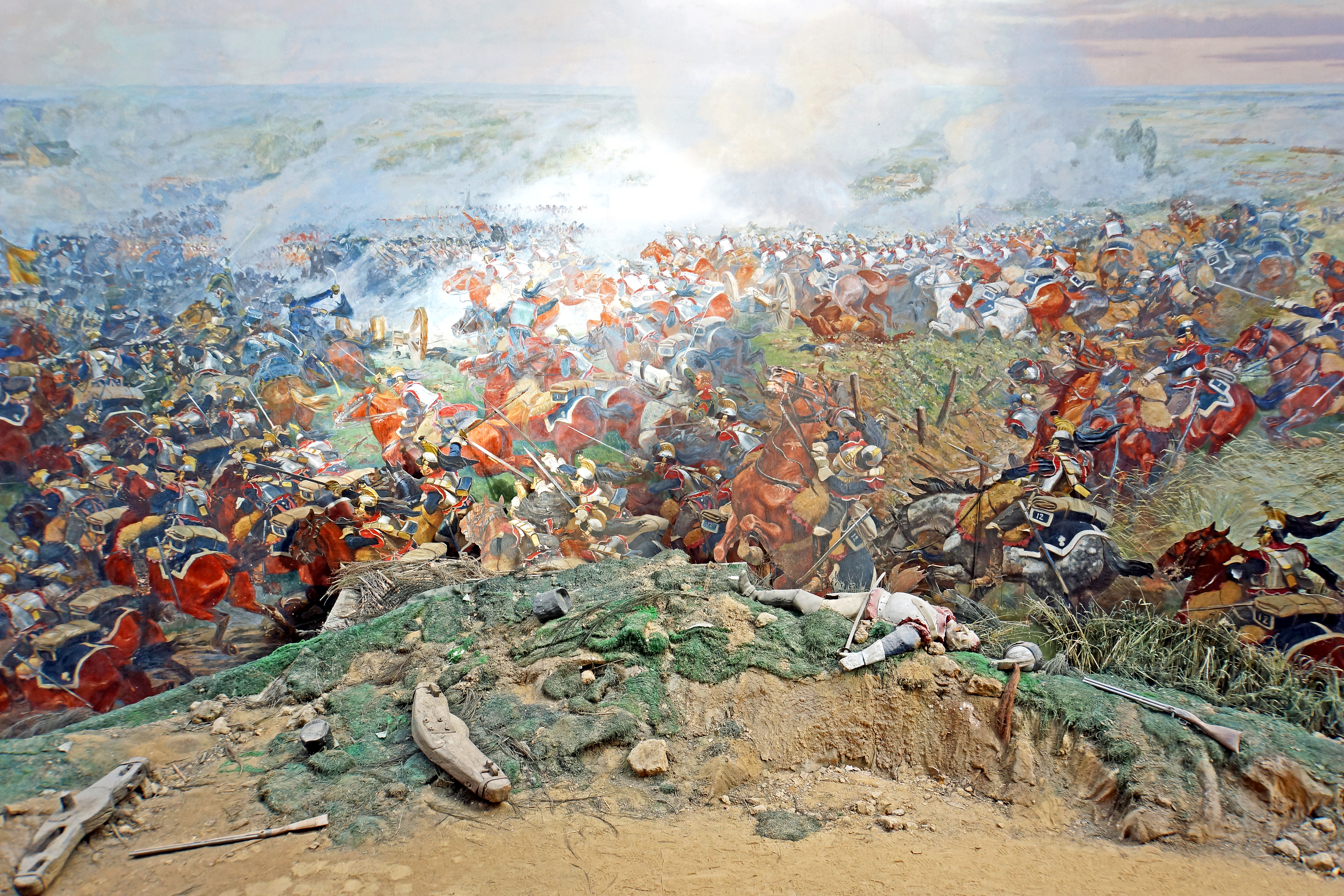
Ферма Мон-Сен-Жан

Панорама Ватерлоо — одна из немногих сохранившихся оригинальных панорам, которые до сих пор выставлены в своем первоначальном месте. Другие панорамы битвы при Ватерлоо, сделанные Шарлем Верла, Полем Филиппото и Шарлем Кастеллани, были утеряны.